# Šī ir tikai mūzika
Šī ir tikai mūzika är debutalbumet av den lettiska musikgruppen Musiqq. Det gavs ut den 24 mars 2010 och innehåller 12 låtar.

## Låtlista
| Nr  | Titel                            | Längd |
| --- | -------------------------------- | ----- |
| 1.  | Šī Ir Tikai Mūzika               | 3:52  |
| 2.  | Dzimšanas Diena                  | 3:54  |
| 3.  | Viņa                             | 3:55  |
| 4.  | Stereotipi                       | 3:38  |
| 5.  | Laiks Pieder Mums                | 3:00  |
| 6.  | Tu Neej Prom                     | 3:33  |
| 7.  | Abrakadabra                      | 3:39  |
| 8.  | Jāprot Saskaitīt                 | 4:07  |
| 9.  | Klimata Kontrole                 | 3:05  |
| 10. | No 10-10                         | 3:56  |
| 11. | Vārdi Nenāk Viegli               | 3:29  |
| 12. | Pirmā manā Ziemassvētku sarakstā | 3:24  |

Låten "Tu Neej Prom" finns endast med på den digitat nedladdningsbara versionen av albumet.